# 14727 Саггс
14727 Саггс (14727 Suggs) — астероїд головного поясу, відкритий 27 лютого 2000 року.
Тіссеранів параметр щодо Юпітера — 3,594.